# جیمز بوتتس
جیمز بوتتس (انگلیسی: James Butts؛ زادهٔ may ۹, ۱۹۵۰ (۷۴ سال)) ورزشکار دو و میدانی اهل ایالات متحده آمریکا است.
وی در مسابقات کشوری و بین‌المللی در مجموع برندهٔ ۱ مدال نقره، ۱ مدال برنز شده‌است.